# Autumn in My Heart
Ga-eul donghwa (en coréen : 가을동화; titre international : Autumn in My Heart; littéralement L'automne dans mon cœur) est une série télévisée sud-coréenne en seize épisodes de 60 minutes réalisée par Yoon Seok-ho et diffusée du 18 septembre au 7 novembre 2000 sur KBS.
Cette série est inédite dans tous les pays francophones.

## Synopsis
Joon-seo et Eun-seo ont grandi dans une famille riche et heureuse. Shin-ae a une enfance plus difficile avec sa mère, qui dirige un restaurant. Jalouse d'Eun-seo, elle l'a malmène par jalousie. Un jour, Eun-seo est hospitalisée à la suite d'un accident de voiture, et la vérité éclate au grand jour : elle n'est pas la fille biologique du couple du professeur Yoon. Eun-seo quitte sa maison pour retrouver ses parents biologiques alors que la famille Yoon part aux États-Unis. À l'âge adulte, Eun-seo travaille dans un hôtel. Elle tombe sur Tae-seok qui n'est autre que le fils du PDG de l'hôtel. Ce dernier tombe amoureux d'elle mais Eun-seo et Joon-seo développent également des sentiments l'un pour l'autre lorsqu'ils se retrouvent à l'âge adulte. 

## Distribution

### Acteurs principaux
- Song Seung-heon : Yoon Joon-seo
- Song Hye-kyo : Yoon/Choi Eun-seo
- Won Bin : Han Tae-seok

### Autres acteurs
- Han Chae-young : Choi/Yoon Shin-ae
- Han Na-na : Shin Yoo-mi
- Jung Dong-hwan : Yoon Kyo-soo (le père de Joon-seo)
- Sunwoo Eun-sook : Lee Kyung-ha (la mère de Joon-seo)
- Kim Hae-sook : Kim Soon-im (la mère d’Eun-seo)
- Kim Na-woon : le superviseur Kim
- Kim Hyung-jong : Ji-han
- Seo Yoon-jae : Kang-hee

### Invités
- Choi Woo-hyuk (en) : jeune Joon-suh
- Moon Geun-young : jeune Eun-suh
- Lee Ae-jung : jeune Shin-ae

## Diffusion internationale
- KBS2 (2000)
- GMA Network
- La Tele, TVes
- TV Perú, Panamericana Televisión